# エティエンヌ＝シャルル・ド・ロメニー・ド・ブリエンヌ
エティエンヌ・シャルル・ド・ロメニー・ド・ブリエンヌ（Étienne-Charles de Loménie de Brienne、1727年10月9日 - 1794年2月16日）は、フランス王国の政治家で、宰相および枢機卿である。

## 概要
15世紀から続く、リムーザン出身の名家ロメニー家の子として1727年10月9日にパリで生まれた。学生として優秀な経歴を経て教会に入り、1751年に神学博士の学位を修得した。1752年にルーアン副司教（grand vicaire）に任命された。ローマを訪問した後、1760年にコンドン司教に就任、1763年にトゥールーズ大司教に転じた。1766年から1769年にはモン・サン＝ミシェル大修道院長となった。
ジャック・テュルゴー、アンドレ・モレレ、ヴォルテールらの著名な文化人を友人に持ち、1770年にはアカデミー・フランセーズ会員に選出された。聖職者として役職に就くなど活躍する一方で、政治や社会問題にも興味を示し、テュルゴーにいくつかの覚書を送っている。
1787年の名士会で議長を務め、シャルル・アレクサンドル・ド・カロンヌの財政政策に反対した。同年5月1日に（実質的にはカロンヌの後任として）財政国務会議議長に就任、国内の生産物取引の自由化や、地方議会の設立、賦役の廃止を実施した。印紙税や新しい土地税に関する法令の登録を高等法院に拒否されると、国王ルイ16世を説得してリ・ド・ジュスティス（フランス王が主催する高等法院の特別会合で、主に法令登録を目的とする）を開かせ、さらに8月15日に高等法院の評定員をトロワに追放させた。高等法院が印紙税と土地税の代わりに二十分の一税を2年間延長させることに同意すると、評定員たちはパリに戻ることを許可された。ブリエンヌは次に1億2000万リーブルの公債発行に関する法令を登録しようとするが、高等法院は再度抵抗した。今度は高等法院が1788年5月8日に高等法院廃止の法令を登録し、その条件として三部会を開くこととした。
ブリエンヌはこのときにはサンス大司教に任命されたが、国政では支持を失っており、三部会を開くことに同意しても挽回できず8月29日に辞任した。1788年12月15日に枢機卿となりイタリアに滞在したが、フランス革命の勃発に伴い帰国した。1790年に聖職者民事基本法が制定されると、これに宣誓したことで教皇ピウス6世に批判され、1791年に枢機卿を罷免された。しかし1793年11月9日に反革命の容疑でサンスで逮捕され、1794年2月16日に獄死した。死因は卒中発作か服毒自殺とされる。